# Blagnac
Blagnac là một xã thuộc tỉnh Haute-Garonne trong vùng Occitanie ở tây nam nước Pháp. Xã nằm ở khu vực có độ cao trung bình 135 mét trên mực nước biển.
Đây là ngoài ô lớn thứ ba của thành phố Toulouse, dù thuộc quản lý của một hội đồng riêng.
Sông Touch tạo thành một phần ranh giới phía nam thị trấn, sau đó chảy vào sông Garonne, sông tạo thành toàn bộ ranh giới phía đông.
38% khu vực này là rừng, chủ yếu dọc theo sông Garonne và trong các công viên.